# Sveta Marija
Sveta Marija è un comune della Croazia di 2 433 abitanti della Regione del Međimurje.